# بحيرة اوزونيا
بحيرة اوزونيا، هي بحيره تقع بجانب بحيرة أوزونيا، نيويورك، مقاطعة سانت لورانس في آديرونداكس في شمال ولاية نيويورك. منفذ البحيرة هو مصب بحيرة اوزونيا الذي يصب في نهر سانت ريجيس .

## صيد السمك
تعد البحيرة مكانًا شهيرًا لصيد الأسماك جزئيًا لأنها قريبة من نهر سانت ريجيس الذي يخزن فيه أكثر من 10000 تراوت كل عام. البحيرة نفسها تحتوي على أنواع عديده من الأسماك بما في ذلك سمك السبليك وسمك السلمون الأطلسي، السلمون المرقط، السلمون المرقط البني، ثعبان البحر الأمريكي، سمك السلمون المرقط البحيرة، سمك السلمون غير ساحلي، سمكة الفم الصغير، السمك الروسي الأصفر، والبلهد البني. يمكن صيدها على مدار السنه وهناك يكون إطلاق قارب نايسديس على طريق بحيرة اوزونيا واستحاله الوصول إلى البحيرة إلا بواسطة قارب عير مزود بمحركات أو قارب بمحرك بقوة 10 حصان أو محرك أقل.